# فریتز اشتوکلی
فریتز اشتوکلی (آلمانی: Fritz Stöckli؛ ۱۵ مه ۱۹۱۶ – دسامبر ۱۹۶۸) کشتی‌گیر و ورزشکار بابسلد اهل سوئیس بود.
وی در مسابقات کشوری و بین‌المللی در مجموع برندهٔ ۱ مدال طلا، ۲ مدال نقره شده‌است.